# Nazionale maschile di calcio della Lettonia

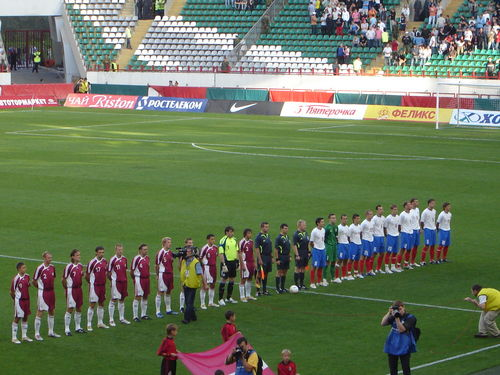
e Lettonia schierate per gli inni nel 2006

La nazionale di calcio della Lettonia (lettone Latvijas Futbola izlase) è la rappresentativa calcistica della Lettonia ed è posta sotto l'egida della Federazione calcistica della Lettonia. Gioca in completo amaranto.
Non ha mai partecipato alla fase finale di un campionato del mondo, mentre ha preso parte ad una fase finale del campionato europeo, nel 2004, chiudendo con l'eliminazione al primo turno. Insieme a Lituania ed Estonia partecipa alla Coppa del Baltico, che si tiene con cadenza biennale; nel torneo detiene il record di vittorie (13). Il primatista di presenze è Vitālijs Astafjevs, ritiratosi dalla nazionale alla fine del 2010, dopo 167 partite con la maglia lettone. Il primatista di gol è Māris Verpakovskis con 29 reti.
Nella classifica FIFA, istituita nell'agosto 1993, la Lettonia ha ottenuto quale miglior piazzamento il 45º posto nel novembre 2009, mentre il peggior piazzamento è il 148º posto del settembre 2017. Occupa il 134º posto.

## Storia
Attiva nel periodo tra 1922 e il 1940, durante il quale partecipò al torneo olimpico del 1924 e riuscì a sfiorare la qualificazione al Mondiale di Francia 1938, scomparve quando la Lettonia fu annessa dall'Unione Sovietica per confluire nella nazionale dell'Unione Sovietica.
Ricostituitasi nel 1991 con l'indipendenza del paese, partecipò subito alle qualificazioni per il campionato del mondo del 1994, venendo inserita in un girone con Spagna, Danimarca, Irlanda, Albania, Irlanda del Nord e la vicina Lituania. Non ottenne alcuna vittoria, ma fermò sullo 0-0 prima la Danimarca, alla sua prima uscita ufficiale da campione d'europa in carica, per poi ripetersi con lo stesso punteggio contro la favorita Spagna un mese dopo.
Decisamente meglio andarono le qualificazioni al campionato europeo del 1996, dove i lettoni ottennero 4 vittorie, tra le quali spiccarono quella per 1-2 in casa dell'Irlanda del Nord e quella per 3-2 in casa contro l'Austria.
Un inatteso quanto storico exploit si verificò durante le qualificazioni all'Europeo 2004, in cui gli uomini di Starkovs guadagnarono l'accesso ai play-off classificandosi ad un solo punto dalla Svezia: una vittoria casalinga e il conseguente pari in rimonta contro la Turchia, reduce dal terzo posto ai Mondiali nippo-coreani, determinarono quindi l'approdo alla fase finale.
Dacché assoluta esordiente nella manifestazione, alla compagine baltica furono riservate opponenti di rango quali Repubblica Ceca e Paesi Bassi: sconfitti dai boemi alla prima giornata subendo il gol decisivo a pochi minuti dal termine, i biancorossi impattarono poi con la Germania vicecampione del mondo in carica. Il pesante 3-0 rimediato dagli Oranje annientò le flebili speranze di passaggio del turno, con Starkovs che — assunto l'incarico nel 2001 — lasciò posto a Jurijs Andrejevs nell'autunno successivo.
Alla comparsata nel torneo lusitano fecero seguito prestazioni deludenti tanto nelle eliminatorie per i Mondiali 2006 quanto nella fase scrematoria dell'Europeo 2008, registrando in tal senso la sconfitta a Vaduz contro il modesto Liechtenstein del 28 marzo 2007.
Andarono decisamente meglio le qualificazioni al campionato del mondo del 2010, dove la Lettonia, inserita nel gruppo 2 con Svizzera, Grecia, Israele e le modeste Moldavia e Lussemburgo, mancò di poco la qualificazione, giungendo al terzo posto con 17 punti, a sole 3 lunghezze dalla Grecia, che ebbe accesso ai play-off: decisivi furono gli scontri diretti, che videro entrambi la vittoria ellenica, rispettivamente per 0-2 a Riga e per 5-2 ad Atene, dove la Lettonia, in vantaggio per 1-2 all'intervallo con doppietta di Verpakovskis, si fece rimontare da una tripletta ancora di Gekas (furono ben quattro i gol per lui in questa partita) e da una rete di Samaras.
Non andarono a buon fine neanche le qualificazioni al campionato d'Europa 2012, dove la Lettonia si classificò quarta nel girone eliminatorio con 11 punti (3 vittorie, 2 pareggi, 5 sconfitte) dietro Grecia, Russia e Israele. Nelle eliminatorie del campionato del mondo 2014 furono 8 i punti guadagnati (2 vittorie, entrambe in casa, contro Liechtenstein e Lituania, e 8 sconfitte), che valsero il quinto posto nel girone davanti al modesto Liechtenstein.
Peggiori si rivelarono le qualificazioni al campionato d'Europa 2016, chiuse all'ultimo posto nel girone eliminatorio, con 5 pareggi e 5 sconfitte in 10 partite. Nelle eliminatorie del campionato del mondo 2018 la Lettonia si piazzò quinta nel proprio raggruppamento con 7 punti, riuscendo a vincere solo le due sfide contro Andorra.
Nella UEFA Nations League 2018-2019 la Lettonia ottenne quattro pareggi e due sconfitte in sei partite nel girone di Lega D con Georgia, Kazakistan e Andorra.
Le eliminatorie del campionato d'Europa 2020 videro la Lettonia ancora una volta in grande difficoltà: la squadra perse le prime nove partite del girone e andò a punti solo nell'ultima gara, vinta di misura in casa contro la già qualificata Austria. L'ultimo posto nel girone fu accompagnato dalla terza peggiore differenza reti (-25) di tutti i gironi (solo San Marino e Gibilterra fecero di peggio). La crisi proseguì nel girone di qualificazione al campionato del mondo 2022, in cui i lettoni ottennero due vittorie contro Gibilterra, tre pareggi e cinque sconfitte, chiudendo al penultimo posto.

## Coppa del Baltico
Con 14 edizioni della Coppa del Baltico vinte, la Lettonia è la nazionale che vanta il maggior numero di titoli in questa competizione.

## Partecipazioni ai tornei internazionali
Dal 1940 al 1991 la Lettonia non aveva una propria nazionale in quanto lo stato lettone era inglobato nell'Unione Sovietica. Esisteva, quindi, un'unica nazionale che rappresentava tutta l'Unione Sovietica.

Legenda: Grassetto: Risultato migliore, Corsivo: Mancate partecipazioni

## Statistiche dettagliate sui tornei internazionali

### Mondiali
| Anno | Luogo                    | Piazzamento      | V | N | P | Gol |
| ---- | ------------------------ | ---------------- | - | - | - | --- |
| 1930 | Uruguay                  | Non partecipante | - | - | - | -   |
| 1934 | Italia                   | Non partecipante | - | - | - | -   |
| 1938 | Francia                  | Non qualificata  | - | - | - | -   |
| 1994 | Stati Uniti              | Non qualificata  | - | - | - | -   |
| 1998 | Francia                  | Non qualificata  | - | - | - | -   |
| 2002 | Corea del Sud / Giappone | Non qualificata  | - | - | - | -   |
| 2006 | Germania                 | Non qualificata  | - | - | - | -   |
| 2010 | Sudafrica                | Non qualificata  | - | - | - | -   |
| 2014 | Brasile                  | Non qualificata  | - | - | - | -   |
| 2018 | Russia                   | Non qualificata  | - | - | - | -   |
| 2022 | Qatar                    | Non qualificata  | - | - | - | -   |

### Europei
| Anno | Luogo                | Piazzamento     | V | N | P | Gol |
| ---- | -------------------- | --------------- | - | - | - | --- |
| 1996 | Inghilterra          | Non qualificata | - | - | - | -   |
| 2000 | Belgio / Paesi Bassi | Non qualificata | - | - | - | -   |
| 2004 | Portogallo           | Primo turno     | 0 | 1 | 2 | 1:5 |
| 2008 | Austria / Svizzera   | Non qualificata | - | - | - | -   |
| 2012 | Polonia / Ucraina    | Non qualificata | - | - | - | -   |
| 2016 | Francia              | Non qualificata | - | - | - | -   |
| 2020 | Europa               | Non qualificata | - | - | - | -   |
| 2024 | Germania             | Non qualificata | - | - | - | -   |

### Confederations Cup
| Anno | Luogo                    | Piazzamento     | V | N | P | Gol |
| ---- | ------------------------ | --------------- | - | - | - | --- |
| 1992 | Arabia Saudita           | Non invitata    | - | - | - | -   |
| 1995 | Arabia Saudita           | Non invitata    | - | - | - | -   |
| 1997 | Arabia Saudita           | Non qualificata | - | - | - | -   |
| 1999 | Messico                  | Non qualificata | - | - | - | -   |
| 2001 | Corea del Sud / Giappone | Non qualificata | - | - | - | -   |
| 2003 | Francia                  | Non qualificata | - | - | - | -   |
| 2005 | Germania                 | Non qualificata | - | - | - | -   |
| 2009 | Sudafrica                | Non qualificata | - | - | - | -   |
| 2013 | Brasile                  | Non qualificata | - | - | - | -   |
| 2017 | Russia                   | Non qualificata | - | - | - | -   |

### Nations League
| Anno      | Luogo      | Piazzamento   | V | N | P | Gol |
| --------- | ---------- | ------------- | - | - | - | --- |
| 2018-2019 | Portogallo | 12° in Lega D | 0 | 4 | 2 | 2:6 |
| 2020-2021 | Italia     | 4° in Lega D  | 1 | 4 | 1 | 8:4 |

### Olimpiadi
| Anno | Luogo     | Piazzamento      | V | N | P | Gol |
| ---- | --------- | ---------------- | - | - | - | --- |
| 1924 | Parigi    | Ottavi di finale | 0 | 0 | 1 | 0:7 |
| 1928 | Amsterdam | Non partecipante | - | - | - | -   |
| 1936 | Berlino   | Non partecipante | - | - | - | -   |

## Tutte le rose

### Europei
Campionato d'Europa UEFA 20041 Koliņko, 2 Stepanovs, 3 Astafjevs, 4 Zemļinskis, 5 Laizāns, 6 Blagonadeždins, 7 Isakovs, 8 Bleidelis, 9 Verpakovskis, 10 Rubins, 11 Prohorenkovs, 12 Piedels, 13 Pučinskis, 14 Lobaņovs, 15 Smirnovs, 16 Zirnis, 17 Pahars, 18 Korabļovs, 19 Štolcers, 20 Pavlovs, 21 Miholaps, 22 Zakreševskis, 23 Rimkus, CT: Starkovs

### Giochi olimpici
Calcio ai Giochi Olimpici Estivi 1924P Greble, P Jurgens, D Ašmanis, D K. Plade, D Roga, C Bone, C Kreicbergs, C Osis, C A. Plade, C Sokolovs, C Stančiks, A A. Bārda, A E. Bārda, A R. Bārda, A Pavlovs, A V. Plade, CT: Rēdlihs

## Rosa attuale
Lista dei giocatori convocati per la gare amichevoli contro Cipro e Liechtenstein del 21 e 26 marzo 2024.
Presenze e reti aggiornate al momento delle convocazioni.
|  | P | Pāvels Šteinbors      | 22 settembre 1985 | 30 | 0  | RFS Riga             |  |  |
|  | P | Roberts Ozols         | 15 settembre 1995 | 19 | 0  | Qizilqum             |  |  |
|  | P | Rihards Matrevics     | 18 marzo 1999     | 4  | 0  | Riga FC              |  |  |
|  |   |                       |                   |    |    |                      |  |  |
|  | D | Kaspars Dubra         | 20 dicembre 1990  | 63 | 3  | Panevėžys            |  |  |
|  | D | Roberts Savaļnieks    | 4 febbraio 1993   | 56 | 2  | RFS Riga             |  |  |
|  | D | Vitālijs Maksimenko   | 8 dicembre 1990   | 53 | 1  | Eolikos              |  |  |
|  | D | Raivis Jurkovskis     | 7 dicembre 1996   | 40 | 0  | Riga FC              |  |  |
|  | D | Antonijs Černomordijs | 26 settembre 1996 | 34 | 1  | Riga FC              |  |  |
|  | D | Vitālijs Jagodinskis  | 28 febbraio 1992  | 32 | 0  | Pirin Blagoevgrad    |  |  |
|  | D | Mārcis Ošs            | 25 luglio 1991    | 26 | 1  | RFS Riga             |  |  |
|  | D | Daniels Balodis       | 10 giugno 1998    | 10 | 1  | Valmiera             |  |  |
|  | D | Vladislavs Sorokins   | 10 maggio 1997    | 9  | 0  | Qyzyljar             |  |  |
|  | D | Maksims Toņiševs      | 12 maggio 2000    | 2  | 0  | Valmiera             |  |  |
|  |   |                       |                   |    |    |                      |  |  |
|  | C | Artūrs Zjuzins        | 18 giugno 1991    | 61 | 9  | Liepāja              |  |  |
|  | C | Jānis Ikaunieks       | 16 febbraio 1995  | 58 | 12 | RFS Riga             |  |  |
|  | C | Andrejs Cigaņiks      | 12 aprile 1997    | 50 | 3  | Widzew Łódź          |  |  |
|  | C | Alvis Jaunzems        | 16 giugno 1999    | 36 | 0  | Stal Mielec          |  |  |
|  | C | Eduards Emsis         | 23 febbraio 1996  | 32 | 2  | Raufoss              |  |  |
|  | C | Kristers Tobers       | 13 dicembre 2000  | 29 | 1  | Grasshoppers         |  |  |
|  | C | Aleksejs Saveljevs    | 30 gennaio 1999   | 18 | 1  | Auda Ķekava          |  |  |
|  | C | Renārs Varslavāns     | 23 agosto 2001    | 6  | 0  | Valmiera             |  |  |
|  | C | Dmitrijs Zeļenkovs    | 15 maggio 2000    | 3  | 0  | RFS Riga             |  |  |
|  |   |                       |                   |    |    |                      |  |  |
|  | A | Roberts Uldriķis      | 3 aprile 1998     | 48 | 7  | Cambuur              |  |  |
|  | A | Vladislavs Gutkovskis | 2 aprile 1995     | 44 | 11 | Daejeon Hana Citizen |  |  |
|  | A | Raimonds Krollis      | 28 ottobre 2001   | 36 | 3  | Vyškov               |  |  |
|  | A | Eduards Dašķevičs     | 12 luglio 2002    | 9  | 0  | Riga FC              |  |  |
|  | A | Marko Regža           | 20 gennaio 1999   | 6  | 0  | Riga FC              |  |  |

## Record individuali

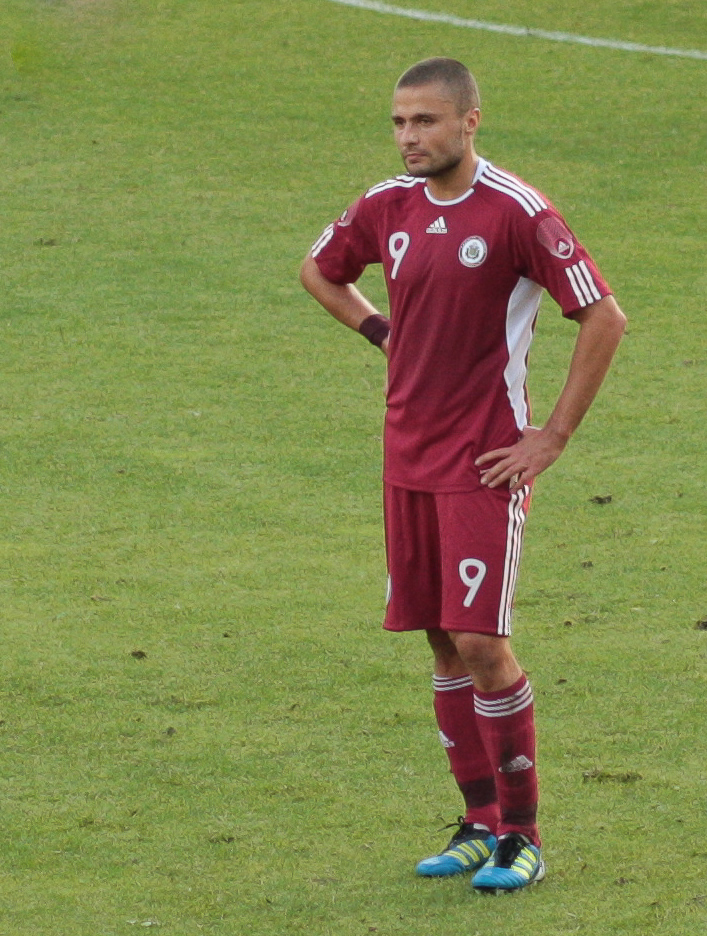
Māris Verpakovskis con la maglia della nazionale lettone nel 2011.

Statistiche aggiornate al 27 marzo 2025. 
Gli eventuali giocatori in grassetto sono ancora in attività in nazionale.
| Pos. | Giocatore          | Presenze | Reti | Periodo   |
| ---- | ------------------ | -------- | ---- | --------- |
| 1    | Vitālijs Astafjevs | 167      | 16   | 1992-2010 |
| 2    | Andrejs Rubins     | 117      | 10   | 1998-2010 |
| 3    | Juris Laizāns      | 113      | 15   | 1998-2013 |
| 4    | Imants Bleidelis   | 106      | 10   | 1995-2007 |
| 5    | Mihails Zemļinskis | 105      | 12   | 1992-2005 |
| 6    | Maris Verpakovskis | 104      | 29   | 1999-2014 |
| 7    | Igors Stepanovs    | 100      | 4    | 1995-2011 |
| 7    | Andris Vaņins      | 100      | 0    | 2000-2019 |
| 9    | Aleksandrs Koliņko | 94       | 0    | 1997-2015 |
| 10   | Kaspars Gorkšs     | 89       | 5    | 2005-2017 |

| Pos. | Giocatore          | Reti | Presenze | Periodo   |
| ---- | ------------------ | ---- | -------- | --------- |
| 1    | Maris Verpakovskis | 29   | 104      | 1999-2014 |
| 2    | Ēriks Pētersons    | 21   | 63       | 1929-1939 |
| 3    | Vitālijs Astafjevs | 16   | 167      | 1992-2010 |
| 4    | Marians Pahars     | 15   | 75       | 1996-2007 |
| 4    | Juris Laizāns      | 15   | 113      | 1998-2013 |
| 6    | Alberts Šeibelis   | 14   | 54       | 1925-1939 |
| 7    | Iļja Vestermans    | 13   | 23       | 1935-1938 |
| 7    | Valērijs Šabala    | 13   | 52       | 2013-2019 |
| 9    | Aleksandrs Cauņa   | 12   | 45       | 2007-2015 |
| 9    | Mihails Zemļinskis | 12   | 105      | 1992-2005 |
| 9    | Jānis Ikaunieks    | 12   | 66       | 2014-     |